# Система футбольних ліг Грузії
Чемпіонат Грузії з футболу (груз. საქართველოს ფეხბურთის ჩემპიონატი) проводять з 1990 року, коли грузинські команди вийшли з чемпіонату СРСР. Грузинський чемпіонат складається з трьох основних ліг:
1. Ліга Еровнулі (Вища ліга)
2. Ліга Еровнулі 2 (2 ліга)
3. Ліга 3 (3 ліга)
  1. Східний дивізіон
  2. Західний дивізіон

| Футбольний м'яч | Це незавершена стаття про футбол. Ви можете допомогти проєкту, виправивши або дописавши її. |

| Прапор Грузії | Це незавершена стаття про Грузію. Ви можете допомогти проєкту, виправивши або дописавши її. |